# Plants vs. Zombies
Plants vs. Zombies – gra komputerowa z gatunku tower defense wyprodukowana i wydana przez PopCap Games (wersja na Androida wydana przez Electronic Arts) na komputery osobiste, Androida, PlayStation 3, Xbox 360, Nintendo DS, PlayStation Vita, iOS oraz Windows Phone. Jej premiera odbyła się 5 maja 2009 roku. Gracz ma za zadanie obronić swój dom używając roślin i odeprzeć atak nadchodzących zombie.
Gra została pozytywnie oceniona przez krytyków. Chwalono wciągającą rozgrywkę i oprawę graficzną. Jej kontynuacja Plants vs. Zombies 2: It’s About Time została wydana 15 sierpnia 2013 roku. W 2019 roku zaczęto prace nad kolejną częścią Plants vs. Zombies 3.

## Rozgrywka
Plants vs. Zombies to gra z gatunku tower defense, w której gracz broni domu przed atakiem zombie. Trawnik, jako miejsce gry, jest podzielony na linie poziome, gdzie zombie pojawiają się po prawej stronie ekranu i idą po jednej linii w lewą stronę. Gdy napotkają przeszkodę próbują ją zjeść lub obejść. Gracz umieszcza różne rodzaje roślin na poszczególnych polach siatki. Każda roślina ma inny styl obrony, taki jak strzelanie, eksplozja i blokowanie. Różne typy zombie mają swoje własne zachowania i własne słabości w stosunku do różnych roślin.
Gracz może wybrać ograniczoną liczbę rodzajów roślin na początku każdego poziomu i musi zapłacić za każde ich umieszczenie za pomocą waluty zwanej słońcem. Gracz zbiera słońce, klikając ikony, które losowo pojawiają się na trawniku lub używając określonych roślin wytwarzających słońce, takich jak np. słoneczniki. Rozgrywane poziomy różnią się porą dnia, a także miejscem. Poza walką gracz ma do dyspozycji sklep, gdzie może kupić różne ulepszenia takie jak nowe rośliny czy nasiona. Dostępny jest także ogród, w którym postać może sadzić i podlewać własne rośliny.

## Produkcja
Głównym projektantem Plants vs. Zombies był George Fan. Podczas prac chciał stworzyć grę bardziej zorientowaną na obronę w porównaniu z jednym ze swoich poprzednich tytułów, Insaniquarium (2001). Inspiracją przy projektowaniu były także mody typu tower defense do gry Warcraft III. Fan chciał wnieść do gatunku nowe mechaniki i był zdania, iż fakt, że wrogowie w grach nigdy nie atakują wież, jest nieintuicyjny. Zamiast statycznych wież, postanowił zaprojektować rośliny, które miałyby atakować przeciwników. Wrogami byli początkowo kosmici z Insaniquarium, ale podczas szkicowania grafiki koncepcyjnej Fan narysował coś, co sam uznał za idealnego zombie, po czym przerobił wszystkie postacie w grze.
W początkowym etapie produkcji, kiedy w grze występowali kosmici, jej roboczy tytuł brzmiał Weedlings, ale Fan uznał, że nazwa nie spełnia swojej roli, biorąc pod uwagę dużą liczbę gier wideo o tematyce ogrodniczej, które wydano w tamtym czasie. Nazwa tymczasowa używana przez większość okresu prac to Lawn of the Dead, gra słów nawiązująca do tytułu filmu o zombie Świt żywych trupów (Dawn of the Dead) w reżyserii Georga A. Romero. Ten, nie pozwolił na użycie określenia, nawet po prośbie Fana, który przesłał mu film, na którym był przebrany za pracownika zombie. Wśród innych nazw były Residential Evil i Bloom & Doom, z których ta druga została wykorzystana później jako nazwa fikcyjnej firmy na opakowaniach nasion w grze. Ostateczny tytuł, Plants vs. Zombies powstał jako nazwa tymczasowa po zmianie wrogów na zombie.

## Odbiór gry
Plants vs. Zombies zyskało pozytywny odbiór w mediach zyskując wynik 88% na serwisie Metacritic. Andy J Kolozsy z IGN stwierdził, że produkt jest bardziej złożony niż inne z tego gatunku, a także pochwalił wciągającą rozgrywkę. Redaktor Chris Watters pochwalił projekt roślin i zombie i ogólną jakość wykonania. Negatywnie ocenił zmianę poziomu trudności pomiędzy poziomami. Alice Liang określiła grę jako atrakcyjną, twierdząc że obrońcy trawników oddają odpowiedni balans między łatwością rozgrywki a bogatą rozgrywką.
Gra została nominowana przez Akademię Sztuk i Nauk Interaktywnych w kategoriach "Casual Game of the Year" i "Outstanding Achievement in Game Design", a także w "Best Game Design", "Innovation", i "Best Download Game" przez Game Developers Choice Awards.
Redakcja magazynu PC Gamer UK w 2015 roku przyznała grze 90. miejsce na liście najlepszych gier na PC.